# Роберт Абе
Роберт Абе (Њујорк, 13. април 1851 — Њујорк, 7. март 1928) био је амерички хирург и један од првих радиолога у Њујорку, велики љубитељ уметности и историје Народa Црвене боје и основач музеј у Националном парку Лафајет који данас носи његово име.

## Живот и каријера
Рођен је у Њујорку од оца Џорџ Валда Абеа, бизнисменa, филантропа и духовног вође у Баптистичкој цркви, гувернер њујоршке болнице, управник Болнице за помоћ повређеним и осакаћеним, оснивач Америчке библијске уније, и чврст присталица аболиционистичког покрета  и мајка, Шарлот Колгејт Абе, ћерке Боулса Колгејта, оснивача компаније Колгејт. Одрастао је уз четири старија брата и две млађе сестре. Робертова браћа такође су постала научници, осим једног који је погинуо у бици код Гетисбурга. Међу Робертовом браћом најпознатији је био Кливленд Абе (1838 - 1916) признати метеоролог који је дао изузетан допринос Националној метеоролошкој служби. Друга два брата су били: Волтер, хемичар, и Чарлс, проналазач.
Одрастао у источној 20. улици Њујорка и у јавној школи стекао образовање, Потом се Школовао на Колеџу града Њујорка и на Универзитету Колумбија,  на коме је стекао звања лекара, хирурга и доктора медицине 1874. године. Након завршетка студија у болници Светог Луке радио је наредне 2 године и 1884. године постао дежурни хирург, у амбулантном одељењу у Њојоршкој болници.  Потом је Роберт основао канцеларију за хирургију на Четвртој авенији, али је одустао од ње након смрти његовог оца 1879. године. Следећих 5 година је комбиновао  рад у болници и канцеларију како би смањио новчане трошкове.
Током 1880. године, Роберет је посетио хируршке клинике у Енглеској, Француској и Немачкој. По повратку, постао је професор дидактичке хирургије на Женском медицинском колеџу у Западној 40. улици. Године 1889. постао је предавач на Колеџу лекара и хирурга и професор хирургије на њујоршком постдипломском медицинском колеџу и у њујоршким болницама за бебе, Рузвелт и Њујорк. 
Оженио се богатом удовицом, Кетрин Ејмори Палмер, 1891. године, и са њом живео у Западној 50. улици. Када су се Палмерина деца из њеног претходног брака уселила код њих, Роберте је купила суседну зграду и спојила их. Нови дом Абеових поседовао је и медицинску ординацију и музички студио за његовог посинка. Госпођа Абе је била посебно заинтересована за историју Њујорка и основала је Клуб историје Њујорка 1897. Умрла је 1920, након чега се Абе преселио у Западну 59. улицу, где је остао до своје смрти 8 година касније.
Као један од најпознатијих пластични хирурга између 1877. и 1884. године радио је као хирург и професор хирургије у њујоршкој болници, болници Светог Луке и Болници за бебе у Њујорку.
Роберт  је временом постао велики љубитељ уметности и фотографије. Након пријатељствa са сликаром Ј.В. Александром, постао је и успешан акварелиста. Након брака и честих путовања са супругом и децом у Мејн, Роберте се заљубио у овај крај и купио викендицу у Бар Харбору. Боравећи у Бар Харбору убрзо је  постао импресиониран историјом локалних Индијанаца. Роберт се посебно заинтересовао за Људe црвене боје из планинског региона на планини Кадилак. Током лета путовао је и сакупљао индијанске артефаката и археолошки материјал од којег је је начинио велику историјску колекцију са овог простора. При крају живота основао је музеј у Националном парку Лафајет који данас носи његово име и у коме се налази његова целокупна збирка артефаката. До 1928. године Роберет је веровао да ће доживети отварање музеја за јавност. Међутим, нагло је ослабио током прве недеље марта и убрзо умро 7. марта 1928. године, недочекавши отварање Музеја 5 месеци касније.
Преминуо је 1928. године у 76. години живота,од тешког облика апластиче анемије, вероватно изазване током рада са радиоактивним радијумом.

## Каријера
Роберет је својим пионирским доприносом, развиио нове технике пластичне хирургије лица које су и данас важеће, и постао признати амерички хирург скраја 19. и с почетка 20. века.
Роберет је поред хирургије показивао и велико интересовање за терапеутска својства радијума.  Дивио се раду Марије и Пјера Кирија и често се дописивао са њима, све док их није  1904. године посетио њихову париску лабораторију. По повратку из Париза, Роберт је био први који је донео радијум у Сједињене Америчке Државе и са њим експериментиао  у лечењу рака,  на себи (напомињући да су његови ефекти на кожу варирали од хиперемије до некрозе).  Истраживање је крунисано успехом и тако поста оснивач радиоактивног лечења у онколошкој области у САД. 
После Првог светског рата, Роберет је успео да прикупи 100.000 долара за обнову Киријеве лабораторије за радијум. 
Како, ризици од излагања радијацији тада нису били познати, Роберт је оболео од апластиче анемије због честог руковања радијумом,. У марту 1924. почео је да прима трансфузију крви сваких 3 до 6 недеља како би могао да настави да ради на свом музеју.